# Островная D
Ꝺ, ꝺ (островная D) — буква расширенной латиницы, форма буквы D, используемая в островном пошибе и в качестве фонетического символа.

## История
Буква использовалась в островном пошибе, позже от неё произошла буква эт (ð).

## Использование в фонетике
Использовалась в корнской орфографии Уильяма Прайса для обозначения звука [ð].
В транскрипции арабского языка Артура Стэнли Триттона использовалась для передачи буквы заль (ﺫ), обозначающей звук [ð], в то время как ð передавала букву за (ظ), обозначающую звук [ðˤ].
Также использовалась в транскрипции Отто Бремера для обозначения звука [d̪].

## Кодировка
Заглавная и строчная формы буквы были закодированы в блоке Юникода «Расширенная латиница — D» (англ. Latin Extended-D) в версии 5.1 (апрель 2008) под кодами U+A779 и U+A77A.